# Palacio de los Condes de la Vega del Sella

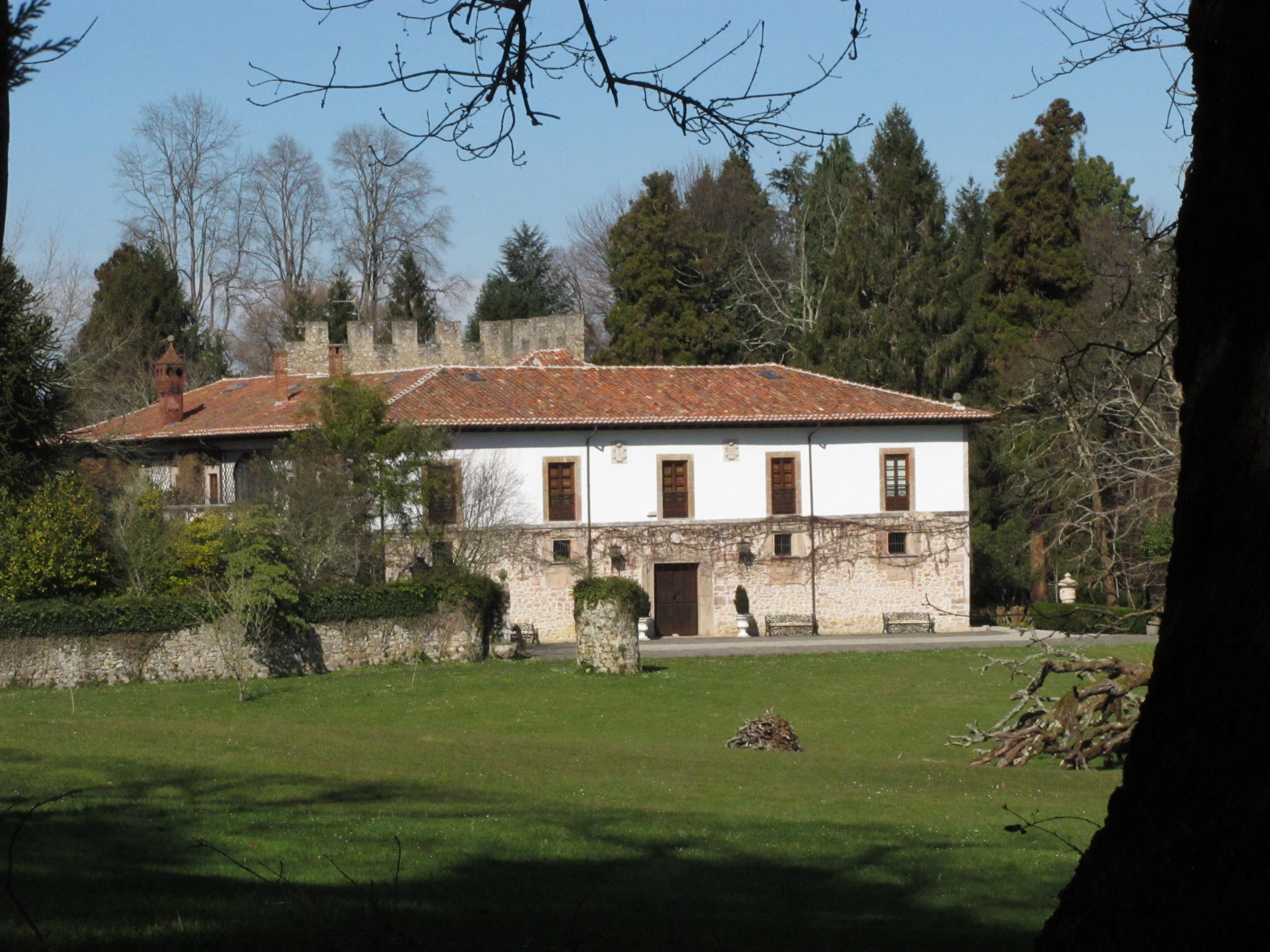
Palacio del Conde de la Vega del Sella, en Asturias

El Palacio del Conde de la Vega del Sella es un edificio palaciego de España. Está situado en la localidad de Nueva, en el concejo asturiano de Llanes.

## Historia
La fundación del edificio no está documentada apareciendo los primeros textos documentados sobre la existencia de una construcción en 1032 perteneciente a la familia cántabra de Estrada, regidores del castillo de Llanes y que a partir del año 1647 son nombrados condes de la Vega del Sella. De la construcción primitiva sólo se conserva la «Torre de los Aguilar de San Jorge» del siglo XI. El edificio fue remodelado en el siglo XIV. La fachada de estilo barroco fue construida en el siglo XVII. Uno de sus moradores más importante fue Ricardo Duque de Estrada, VIII conde de la Vega del Sella, importante historiador y arqueólogo español que realizó numerosas excavaciones en yacimientos prehistóricos.

## Descripción y conservación
El palacio presente una planta de forma rectangular de dos plantas con patio interior adosada a la «Torre de los Aguilar de San Jorge», pieza original y por lo tanto más antigua del complejo, de época medieval. El edificio principal en su mayoría corresponde a la remodelación efectuada en el complejo en el siglo XVIII. En el interior es destacable el patio. En la fachada principal, en el centro, se pueden contemplar dos escudos nobiliarios que representará la familia Duque de Estrada.